# Jakow Bałmasow
Jakow Andriejewicz Bałmasow (ros. Яков Андреевич Балмасов, ur. 1891, zm. 1963) – radziecki działacz partyjny i państwowy.

## Życiorys
W marcu 1917 wstąpił do SDPRR(b), od listopada 1917 był członkiem Lubiereckiego Komitetu Rewolucyjnego, od 1923 funkcjonariuszem partyjnym w Kałudze, 1925-1926 przewodniczącym Komitetu Wykonawczego Kałuskiej Rady Gubernialnej. Od grudnia 1926 do 1927 był sekretarzem odpowiedzialnym Komitetu Okręgowego WKP(b) w Kałudze, 1927-1930 dyrektorem fabryki „Sokoł”, później dyrektorem kombinatu celulozowo-papierniczego w Solikamsku i zastępcą ministra przemysłu celulozowo-papierniczego. Pochowany na Cmentarzu Nowodziewiczym w Moskwie.